# Дьяволик (фильм)
«Дьяволи́к» (итал. Diabolik) — итальянский криминальный фильм режиссёра Марио Бава, основанный на сюжете одноимённого итальянского комикса; его первая экранизация. Главные роли исполнили Джон Филлип Лоу, Мариса Мелл, Мишель Пикколи и Терри-Томас.
Хотя Марио Бава и продюсер Дино да Лаурентис сумели заметно сэкономить бюджет благодаря хитрым спецэффектам, в целом фильм слабо показал себя в прокате и получил негативные отзывы от критиков из The New York Times и Variety. Однако со временем восприятие фильма значительно улучшилось, и в 2008 году он даже получил место в списке "500 величайших фильмов всех времён" версии журнала Empire. В 2021 году вышел перезапуск фильма, который в итоге вырос в целую трилогию.

## Сюжет
На протяжении всего фильма неуловимый вор Дьяволик и его сообщница Ева Кант крадут огромные суммы денег и драгоценности, несмотря на все ухищрения служителей закона. Противоборство злоумышленников и полицейских развивается по нарастающей и в конце концов фокусируется на огромном двадцатитонном слитке золота, перевезти который требуется в государственных нуждах. Дьяволик крадёт и его, но уловка инспектора Джинко позволяет выследить вора.

## В ролях
- Джон Филлип Лоу — Дьяволик
- Мариза Мелл — Ева Кант
- Мишель Пикколи — инспектор Джинко
- Терри-Томас — министр
- Адольфо Чели — Ральф Вальмонт
- Клаудио Гора — начальник полиции
- Марио Донен — сержант Данек
- Ренцо Палмер — помощник министра
- Катерина Боратто — Леди Кларк
- Лучия Модуньо — проститутка
- Анни Горассини — Роза
- Карло Крокколо — водитель фургона
- Лидия Бионди — женщина-полицейский
- Андреа Босич — банковский служащий
- Федерико Бойдо — подручный Вальмонта
- Тиберио Митри — подручный Вальмонта
- Франческо Муле — работник морга

В американских трейлерах к фильму коротко показаны белый «Ягуар» Евы и сама Ева в белом платье с длинными рукавами, не имеющем ничего общего с красным платьем без рукавов, показанным в фильме. Это единственные сохранившиеся кадры, снятые в тот период, когда на роль Евы была утверждена Катрин Денёв. Вообще же, кастинг на роль Евы оказался самым хлопотным. Изначально была утверждена некая неизвестная американская модель, которую взяли по просьбе её друга Чарльза Блудорна (тогдашнего президента компании «Gulf+Western», которая была материнской компанией «Paramount»). Джон Филлип Лоу вспоминал, что та идеально подходила на роль Евы внешне, но совершенно не умела играть и поэтому была уволена через неделю после начал съёмок. Затем продюсеру Дино Де Лаурентис была предложена кандидатура Катрин Денёв (её порекомендовал её бывший жених Роже Вадим). Однако снова через неделю Де Лаурентис и Марио Бава поняли, что Денёв просто не годится для этой роли — Денёв на тот момент параллельно снималась в фильме «Дневная красавица» и находилась под влиянием её тамошней героини, холодной мазохистски, из-за чего просто не вписывалась в образ Евы, что в свою очередь также сводило на нет какую-либо химию между нею и Лоу. Окончательно Бава и Де Лаурентис решили отказаться от услуг Денёв, когда та отказалась сниматься обнажённой для постельных сцен.

## Создание
Фильм является экранизацией одноименного итальянского комикса, повествовавшего о неуловимом суперпреступнике — типа Фантомаса, но куда более жестоком. Продюсер Дино Де Лаурентис выделил режиссёру огромный по европейским меркам бюджет — три миллиона долларов, известных актеров и самый длительный съемочный график в его карьере — целых два месяца. Но Бава закончил картину за две недели, истратив всего четыреста тысяч долларов.

## В культуре
Клип на песню американской хип-хоп-группы Beastie Boys Body Movin'   (режиссёр — сооснователь группы Адам Яух под своим стандартным для производства клипов псевдонимом Nathanial Hörnblowér; в ролях — участники группы) является оммажем фильма: часть сцен заимствована напрямую, а часть — спародирована.